# Clay megye (Minnesota)
Clay megye az Amerikai Egyesült Államokban, azon belül Minnesota államban található. Megyeszékhelye és legnagyobb városa Moorhead. Lakosainak száma 65 318 fő (2020. április 1.). Clay megye Norman, Wilkin, Becker, Otter Tail, Richland és Cass megyékkel határos.

## Népesség
A megye népességének változása:
| Lakosok száma | 59 132 | 59 935 | 60 113 | 60 661 | 62 324 | 65 318 |
|               | 2010   | 2011   | 2012   | 2013   | 2015   | 2020   |